# Гурський Віталій Павлович
Віта́лій Па́влович Гу́рський — майор Збройних сил України, учасник російсько-української війни.

## З життєпису
Станом на лютий 2019 року — помічник командира — начальник служби ОДТ; 87-й окремий аеромобільний батальйон.

## Нагороди
За особисту мужність і героїзм, виявлені у захисті державного суверенітету та територіальної цілісності України, вірність військовій присязі під час російсько-української війни
- орденом Богдана Хмельницького III ступеня (27.6.2015).